# 錦城范氏
錦城范氏（クムソンボムし、朝鮮語: 금성범씨）は、朝鮮の氏族の一つ。本貫は全羅南道羅州市である。2015年の調査では、3,663人である（他に同系列の羅州范氏は63人）。
始祖は、中国琅邪郡出身で、元朝時代に礼部侍郎を歴任し、1274年に高麗忠烈王に降嫁された荘穆王后の師父として高麗に入国した范承祖である。
范承祖の息子の范有雎は、高麗で門下侍郎を任命し、1334年に指揮使として女真討伐に功を挙げ、一等功臣を叙勲、錦城君に封ぜられ、錦城を本貫にして錦城范氏を創始した。

## 行列字
| ○世孫  | 21       | 22       | 23       | 24                | 25                | 26       | 27       | 28       | 29       | 30       | 31       |
| ------ | -------- | -------- | -------- | ----------------- | ----------------- | -------- | -------- | -------- | -------- | -------- | -------- |
| 行列字 | 윤（潤） | 식（植） | 희（熙） | 규（奎） 균（均） | 종（鍾） 진（鎭） | 원（源） | 병（秉） | 열（烈） | 재（載） | 호（鎬） | 태（泰） |

## 集姓村
- 光州広域市北区生龍洞
- 光州広域市南区昇村洞
- 全羅南道長城郡南面徳星里[2]